# Перелоги (Тверская область)
Перелоги  — деревня в Рамешковском районе Тверской области.

## География
Находится в восточной части Тверской области на расстоянии приблизительно 23 км на юг по прямой от районного центра поселка Рамешки.

## История
Известна с XVI века как деревня с 3 дворами. В середине XIX в. часть деревни принадлежала дворянам А.Л. и О. А. Кегелям. Другая часть помещику Андрею Ивановичу Пынину. В 1859 году было 20 дворов, в 1887 — 43 двора. В советское время работали колхозы им. Молотова и «Кушалино». В 2001 году в 27 домах жили местные жители,14 домов принадлежало наследникам и дачникам. До 2021 входила в сельское поселение Кушалино Рамешковского района до их упразднения.

## Население
Численность населения: 137 человек (1859 год), 14 (1989), 56 (русские 73 %) в 2002 году, 165 в 2010.

### Известные жители
- Кусков, Анатолий Васильевич (1937—2019) — генерал-майор, начальник Тольяттинского военного технического института (1987—1994).
- Кусков, Виктор Дмитриевич (1924—1983) — моторист торпедного катера, Герой Советского Союза (1944).